# Erigeron paramensis
Erigeron paramensis là một loài thực vật có hoa trong họ Cúc. Loài này được Aristeg. & Cuatrec. mô tả khoa học đầu tiên năm 1961.